# 北海の絵
『北海の絵』（ほっかいのえ、ドイツ語: Nordseebilder）作品390は、ヨハン・シュトラウス2世が作曲したウィンナ・ワルツ。

## 楽曲解説

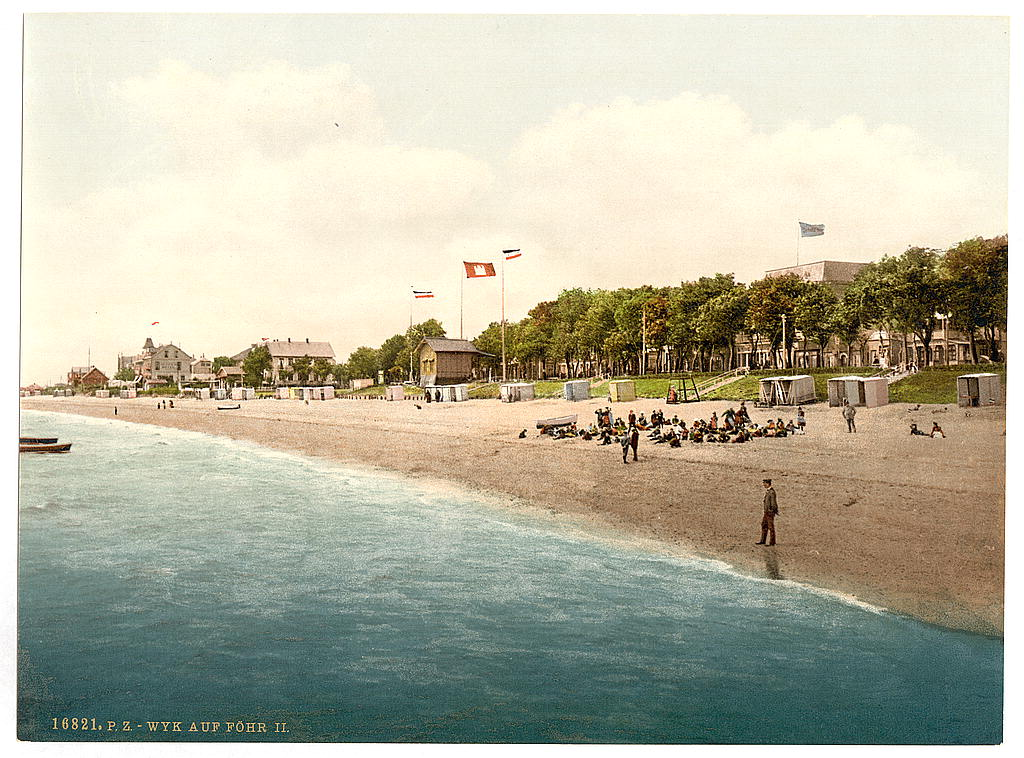
ヴィークと北海の風景（1890年～1900年頃撮影）

1879年夏、シュトラウス2世は医者たちの忠告を聞き入れて、妻アンゲリカとともにドイツ帝国領フェール島の都市ヴィークへ静養に出掛けた。北海に面したこの地でシュトラウス2世は、干満差の大きい海の様子から音楽的着想を得て、「海景色」を描写したワルツを作曲した。これが『北海の絵』である。
初演は現地のオーケストラが行った。ウィーン初演は、1879年11月16日にウィーン楽友協会において、弟エドゥアルト・シュトラウス1世の指揮する日曜定期コンサートで行われた。同月30日には、ヨハン2世自身の指揮によって同じく楽友協会で演奏された。

## 構成
序奏、3つの小ワルツ、コーダからなる。
第1ワルツ